# Osvaldo Hernández
Osvaldo Hernández Chambert (Camagüey, 11 luglio 1970) è un ex pallavolista cubano naturalizzato italiano.
Giocava nel ruolo di opposto.

## Carriera
La carriera pallavolistica di Osvaldo Hernández parte da Cuba. Con la nazionale cubana partecipa a tre Olimpiadi, vince una World League, una Coppa America e una Grand Champions Cup.
Nella stagione 1995-96 gli viene permesso di fare esperienza all'estero, in Grecia, giocando per l'Olympiakos, con cui vince una Coppa delle Coppe. La stagione successiva ritorna a Cuba, anche se, nella stagione 1998-99 gli viene concessa un'altra esperienza all'estero, insieme agli altri giocatori cubani, in Italia, alla Palermo Volley, in quell'anno arriva sesto in campionato ma vince la Coppa CEV. L'anno successivo passa alla Roma Volley, dove militava il connazionale Ihosvany Hernández, con cui vince il campionato italiano e la Coppa CEV. Finita la stagione ritorna a Cuba. Nel 2001, abbandona la nazionale e viene in Italia, a Roma, dove viene tesserato, nel 2002, dalla Roma Volley. A fine stagione passa alla Gabeca Montichiari, squadra con cui, però, non conclude l'anno solare.
Nella stagione 2003-04 viene ingaggiato dalla Copra Piacenza. Nel biennio successivo gioca per il Perugia Volley: nella stagione 2004-05 raggiunge l'unica finale play-off nella storia del club, e al termine della stessa prende parte a dei tornei estivi in Qatar. Dopo l'esperienza  perugina passa alla M. Roma Volley, per due stagioni, dove vince la Coppa CEV.
Nella stagione 2008-09 si trasferisce in Grecia, per giocare nel GS Lamia Achilleas, tuttavia prima della fine della stagione ritorna nuovamente alla M. Roma Volley, in Serie A2. Dopo alcuni mesi di inattività viene tesserato dalla Pallavolo Pineto squadra in cui resta per due mesi, prima di trasferirsi in Corea del Sud, firmando per lo Hyundai Capital Skywalkers Volleyball Club in V-League, riuscendo a portare la squadra al secondo posto in V-League.

## Palmarès

### Club
- Campionato italiano: 1

1999-00
- Coppa delle Coppe: 1

1995-96
- Coppa CEV: 1

2007-08
- Coppa CEV: 2

1998-99, 1999-00

### Nazionale (competizioni minori)
- Giochi centramericani e caraibici 1998
- Coppa America 2000

### Premi individuali
- 1995 - Prima Fase di World League: Miglior attaccante
- 1998 - World League: MVP
- 1998 - World League: Miglior realizzatore
- 1998 - World League: Miglior attaccante
- 1999 - World League: MVP
- 1999 - Coppa del Mondo: Miglior servizio
- 2000 - Giochi della XXVII Olimpiade: Miglior servizio